# Anthony Geslin
Anthony Geslin (født 9. juni 1980) er en fransk tidligere professionel cykelrytter.